# Powstanie tajpingów

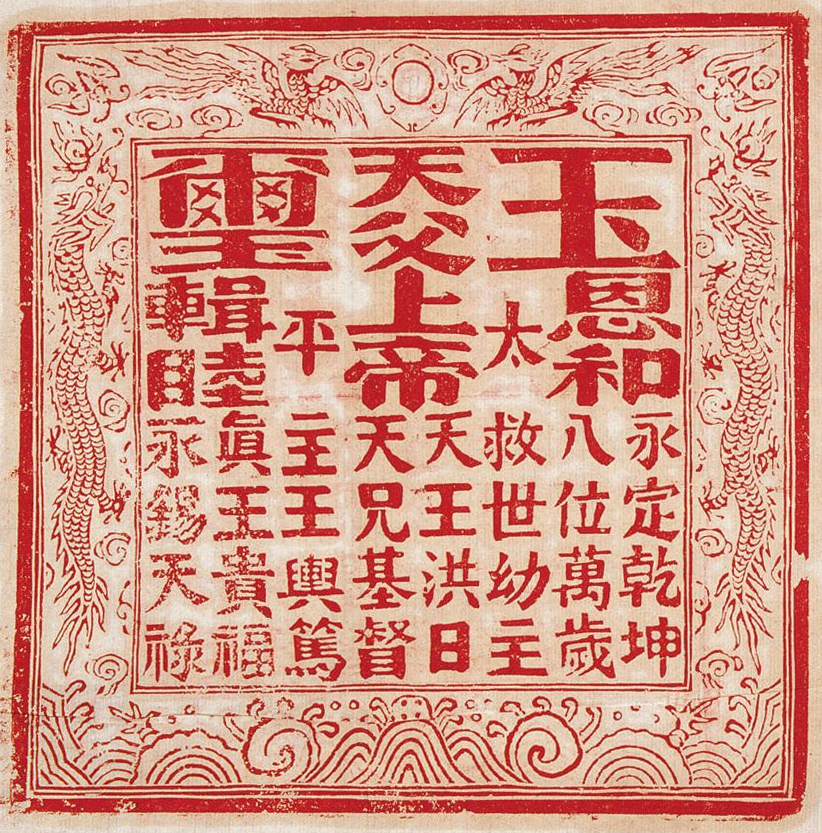
Pieczęć powstania

Powstanie tajpingów (1851–1864) – powstanie ludowe w Chinach, jedno z najkrwawszych w historii.
W tym czasie miały ponadto miejsce powstanie Nian (1853–1868), muzułmańskie powstania w południowo-zachodnich (1855–1873) i północno-zachodnich Chinach (1862–1877).

## Przyczyny wybuchu
Po I wojnie opiumowej w ciągu kilku lat import tkanin bawełnianych i wełnianych z Wielkiej Brytanii do Chin wzrósł ok. 4-krotnie. Stanowił on konkurencję dla drobnych zakładów tkackich w całym kraju, gdyż Chińczycy woleli kupować towar importowany, zwiększając ilość eksportu. Wzrósł też znacznie kurs srebrnego pieniądza, jakim płacono za import towarów, w stosunku do pieniędzy miedzianych, będących w obrocie wewnętrznym. W konsekwencji nastąpił znaczny wzrost podatków i gwałtowne przeniesienie ciężaru majątku, z proletariatu do kapitału państwowego. Na tym tle doszło do dziesiątek powstań i buntów, głównie chłopskich, zwłaszcza w prowincjach południowych, które najbardziej ucierpiały wskutek brytyjskiej konkurencji.

## Przebieg powstania
W połowie XIX wieku bunty te stały się zarzewiem wielkiego ruchu o charakterze religijno-militarnym, zwanego powstaniem tajpingów. Przywódcą ruchu stał się charyzmatyczny mistyk, Hong Xiuquan. Kierując się ideą powszechnej równości i braterstwa proklamował on w sierpniu 1851 roku utworzenie Niebiańskiego Królestwa Wielkiego Pokoju (chiń. 太平天囯 Tàipíng Tiānguó), od którego chińskiej nazwy pochodzi nazwa powstania. Sam siebie obwołał władcą. Ogłosił też nową religię, będącą mieszanką chrześcijaństwa i konfucjanizmu. Wprowadzała ona purytańskie zasady moralne, wspólną własność majątkową, równy podział ziemi, równość kobiet i mężczyzn, mandarynów i chłopów itp. wprowadzając w społeczeństwie surową dyscyplinę i wojskową organizację. Znakiem tajpingów była żółta przepaska na głowie i długie włosy bez warkoczyka.
Powstanie tajpingów w ciągu kilku lat, głównie w drodze zbrojnych podbojów, ogarnęło prawie całe centralne Chiny. W walkach dochodziło do krwawych rzezi wojskowych i ludności cywilnej. W 1853 roku powstańcy zajęli Nankin i ogłosili go swoją stolicą pod nazwą Tianjing (天京, Niebiańskie Miasto), tworząc scentralizowane państwo. Wprowadzili w nim nowe prawa, w tym najważniejszą ustawę o ziemi, która znosiła majątki dworu cesarskiego i feudałów, przekazując je do wspólnego użytkowania przez gminy chłopskie. Inne prawa zniosły klasy społeczne, wprowadziły równouprawnienie płci, zniosły własność prywatną (co czyni go pierwszym w historii ruchem o charakterze komunistycznym), zakazały opium, hazardu, tytoniu, alkoholu, poligamii, niewolnictwa i prostytucji. Zakazano również tradycyjnego krępowania stóp kobiet. Pomimo tych idei, rządy były brutalne i mało efektywne, ich wpływy zwykle nie wykraczały poza duże miasta.
Wojska cesarskie utrzymały jednak kontrolę w rejonach Pekinu i Szanghaju i w 1856 roku przystąpiły do kontrnatarcia, ułatwionego przez wewnętrzne walki i rozłam w obozie tajpingów. W tym samym roku wybuchła również w północno-wschodnich Chinach II wojna opiumowa z Wielką Brytanią i Francją, przerwana traktatem w roku 1860. Toczenie walk w większości kraju nie było jednak możliwe wskutek pozostawania znacznych obszarów kraju pod władzą tajpingów. Tajpingowie kontrolowali część południowych i centralnych prowincji, lecz nie posiadali żadnych większych portów, które umożliwiałyby im kontakt i wsparcie z zewnątrz. W 1860 roku rozpoczęli oni nowy marsz na północno-wschodnie prowincje. Początkowo odnosili sukcesy i podjęli nawet próbę opanowania największego ośrodka gospodarczego Chin, Szanghaju. Zostali jednak odparci z dużymi stratami przez wojska cesarskie, wspierane przez kanonierki, artylerię i oddziały brytyjskie, francuskie oraz amerykańskie. Powstanie ostatecznie upadło w 1864 roku.
Ostatnim akordem powstania było zdobycie przez wojska rządowe Nankinu, będącego stolicą tajpingów i śmierć 100 tys. obrońców miasta. Niebiański Król Hong Xiuquan popełnił samobójstwo na cztery miesiące przed upadkiem miasta, przekazując władzę swojemu synowi, Hong Tianguifu. On i książęta Niebiańskiego Królestwa zostali następnie zgładzeni przez zwycięską dynastię Qing.

## Film
W trakcie powstania tajpingów ma miejsce akcja filmu Władcy wojny z 2007 roku z Jetem Li w roli głównej.